# Kamila Augustyn
Kamila Anna Augustyn (née à Słupsk en Pologne le 14 janvier 1982) est une joueuse de badminton polonaise.

## Palmarès

### Jeux olympiques
- 33e aux Jeux de 2012
- 33e aux Jeux de 2008

### Championnats d'Europe
En junior:
- Médaille d'or en double, en 2001
- Médaille d'argent en simple, en 2001
- Médaille de bronze en simple, en 1999

En sénior:

### Championnats de Pologne
- 13 titres nationaux en simple
- 8 titres nationaux en double dame
- 2 titres nationaux en double mixte

### Autres tournois
- Vainqueur des plusieurs tournois internationaux, en double